# Bruno Bělčík
Bruno Bělčík (* 14. Januar 1924 in Karviná; † 10. März 1990) war ein tschechoslowakischer Geiger.
Bělčík war von 1946 bis 1960 Konzertmeister des Prager Sinfonieorchesters, danach der Tschechischen Philharmonie. Als Kammermusiker war er u. a. Mitglied des Prazske Trio mit František Rauch und František Smetana. Als Solist trat er vor allem mit Aufführungen und Aufnahmen von Werken tschechischer Komponisten wie Antonín Dvořák, Josef Suk, Josef Bohuslav Foerster und Bohuslav Martinů hervor.